# John Barrow
John Barrow foi um treinador de futebol inglês. Foi o primeiro treinador do FC Barcelona. Anteriormente, quem exercia essa função era o capitão da equipe. Sua estréia como treinador do FC Barcelona foi em 7 de janeiro de 1917 em um jogo pelo Campeonato da Catalunha. Ele dirigiu o clube em 19 jogos, com 12 vitórias, 5 empates e apenas duas derrotas. Durante o tempo que Barrow esteve no comando do Barcelona, o clube não ganhou nenhum título. Quatro meses depois de ser contratado, ele foi demitido e substituído pelo também inglês Jack Greenwell.